# Miss Universe Slovenije 1969
Miss Universe Slovenije 1969 (uradno Lepotica 69) je bilo lepotno tekmovanje, ki je potekalo junija 1969 na Bledu.
Organizirala ga je revija Stop, ki je prijave zbirala do 15. maja 1969. Generalni pokrovitelj je bila »gaby's kozmetika« podjetja Lek. Nagrade so prispevali še Darwil, Nama, Tonosa, Galant, Konus in Alpina. Pri uvozu nakita so imeli organizatorji težave, saj je prvo pošiljko jugoslovanska carina zavrnila. Prireditev so popestrili ljudje v suknjičih, potiskanih s tiskarskimi črkami ter po zraku leteče žoge in plavalni pasovi.
Prijavilo se je 77 deklet, tekmovalo jih je 11. Pokazale so se v belih hlačnih kostimih, ki so jih lahko obdržale, in v kopalkah. Zmagovalki je lento predala Nataša Košir, Miss Universe Jugoslavije 1968.

## Uvrstitve
- zmagovalka Jožica Juratovec, 18 let, prodajalka in dijakinja administrativne šole, Ljubljana
- 1. spremljevalka Viktorija »Vikica« Ekart, dijakinja 3. letnika srednje tehniške šole (gradbena smer), Maribor
- 2. spremljevalka Antonija Ramoveš, manekenka, Ljubljana

Vse tri so tekmovale na jugoslovanskem izboru v Beogradu.

## Žirija
V njej sta sedela tudi Peter Zobec in Boštjan Hladnik.

## Potovanje prvih treh v Italijo
Pokrovitelj Lek je najboljše tri s slovenskega izbora odpeljal v italijansko tovarno, ki je izdelovala njihove lepotne kapljice za oči. Bile so oblečene v bele usnjene obleke, potiskane s časopisnimi stolpci. Bile so prisotne na tiskovni konferenci v novem turističnem naselju na rtu Gargano. Med drugim so obiskale tudi Ancono, Pescaro in Zadar. Mimoidočim so poklanjale Lekove kapljice.

## Miss Universe Jugoslavije 1969
Na jugoslovanskem izboru je bila najvišje uvrščena Slovenka Viktorija »Vikica« Ekart, ki je postala 2. spremljevalka in si tako prislužila nastop na Miss Evrope 1970. Zmagala je 20-letna študentka Snežana Džambas iz Niša, ki je potem tekmovala na Miss Universe 1970.
Ekartova je bila hči prosvetnih delavcev, ki svoji hčeri nista pustila na srednjo oblikovno šolo v Ljubljano, ker nista zaupala velikemu mestu in ker sta hotela zanjo izobrazbo za trden poklic.